# 19 Armia (ZSRR)
19 Armia (ros. 19-я армия) – związek operacyjny Armii Czerwonej z okresu II wojny światowej.

## Historia

### Pierwsze formowanie
Armia została sformowana w czerwcu 1941 roku w Północnokaukaskim Okręgu Wojskowym. Dnia 26 czerwca włączona została w skład armii rezerwowych Naczelnego Dowództwa.
W dniu 2 lipca 1941 roku weszła w skład Frontu Zachodniego i skierowano ją do walk w rejonie Witebska, a następnie wzięła udział w walkach pod Smoleńskiem. 
Następnie wzięła udział w walkach obronnych w rejonie Wiaźmi w dniach od 2 do 13 października. W czasie tych walk znalazła się w okrążeniu w rejonie Jelni. W czasie wychodzenia z okrążenia armia poniosła ciężkie straty, m.in. w dniu 14 października został ciężko ranny i dostał się do niewoli jej dowódca gen. por. Michaił Łukin. 
Resztki oddziałów armii wyszły na możejską linię obrony. Z powodu dużych strat poniesionych w walkach w dniu 20 października armia została rozwiązana.

### Drugie formowanie
Ponownie została sformowana rozkazem z dnia 20 listopada 1941 roku, z oddziałów znajdujących się w dyspozycji Naczelnego Dowództwa. W dniu 23 listopada została przemianowana w 1 Armię Uderzeniową.

### Trzecie formowanie
Po raz trzeci została sformowana w dniu 4 kwietnia 1942 rozkazem Naczelnego Dowództwa z dnia 27 marca 1942 z wojsk Kandałakszańskiej Operacyjnej Grupy Wojsk na Froncie Karelskim. 
Do września 1944 roku broniła kandałakszańskiej linii obronnej. Następnie wzięła udział w natarciu i rozbiciu wojsk w rejonie Alakurtti. Pod koniec września dotarła do granicy z Finlandią i przeszła do obrony. 
W dniu 15 listopada 1944 roku została wycofana z linii frontu i przekazana do odwodu Naczelnego Dowództwa Armii Czerwonej. W styczniu 1945 roku została przerzucona w rejon Grodna i Białegostoku, a w dniu 29 stycznia weszła w skład 2 Frontu Białoruskiego. W jego składzie wzięła udział w operacji pomorskiej w czasie której uczestniczyła m.in. w bitwie o Koszalin i w walkach o Darłowo. W dniu 5 marca 1945 roku dotarła do wybrzeża Bałtyku w rejonie na północ od Koszalina. 
Następnie brała udział w walkach na Pomorzu Gdańskim o zajęcie Gdyni. Następnie blokowała niemieckie wojska otoczone w rejonie Zat. Gdańskiej. 
W maju 1945 roku wzięła udział wspólnie z oddziałami 2 Armii Uderzeniowej w wyzwoleniu wyspy Wolin, zdobyciu Świnoujścia i zajęciu wyspy Uznam. Część sił armii wzięła udział w przyjęciu kapitulacji w dniu 9 maja 1945 roku sił niemieckich na płw. Helskim.
Po zakończeniu wojny w czerwcu 1945 roku armia została rozformowana, a jej wojska weszły w skład Północnej Grupy Wojsk Armii Radzieckiej.

## Dowódcy armii
Pierwsze formowanie:
- gen. por. Iwan Koniew (1941)[2]
- gen. por. Michaił Łukin (1941)[a]
- gen. por. Iwan Bołdin (1941)[3][b]

Drugie formowanie:
- gen. por. Wasilij Kuzniecow (1941)[c]

Trzecie formowanie:
- gen. mjr Stiepan Morozow (1942-1943)
- gen. mjr/gen. por. Gieorgij Kozłow (1943-1945)
- gen. por. Władimir Romanowski (1945)

## Struktura organizacyjna
Skład 9 lipca 1941:
- 25 Korpus Strzelecki
- 34 Korpus Strzelecki
- 23 Korpus Zmechanizowany
- 38 Dywizja Strzelecka

Skład 4 kwietnia 1942:
- 104 Dywizja Strzelecka
- 122 Dywizja Strzelecka
- 77 Brygada Piechoty Morskiej
- 4 Brygada Narciarska
- 2 samodzielny batalion czołgów

Skład 16 kwietnia 1945:
- 40 Korpus Strzelecki Gwardii
- 132 Korpus Strzelecki
- 134 Korpus Strzelecki